# Zvonigrad (Knin)
Zvonigrad, srednjovjekovna utvrda smještena na gornjoj Zrmanji ponad kraljevskoga grada Knina, a osnovna zadaća bila joj je čuvanje prolaza kroz dolinu gornje Zrmanje na nekoć važnom prometnom smjeru koji je povezivao kontinentalnu Hrvatsku s primorjem. Prema predaji, bila je nekoć starohrvatska kraljevska utvrda koju je podigao hrvatski kralj Dmitar Zvonimir (1075. – 1089.).

## Povijest utvrde
Utvrda Zvonigrad se nalazila u srednjovjekovnoj Odorjanskoj županiji. Prvi put je njeno postojanje zabilježeno u izvorima u 13. stoljeću kad se nalazila u posjedu velikaške obitelji Šubića Bribirskih. Od 1412. godine držali su je velikaši Nelipići. Poslije izumiranja te velikaške obitelji, prešla je 1434. godine u posjed Frankapana, a potom 1437. našla se u vlasti bana Matka Talovca († 1445.). Prije 1468. godine, utvrda dolazi u ruke krbavskih knezova Kurjakovića, odnosno njihova posljednjeg muškog potomka Ivana IV. Karlovića Krbavskog († 1531.). Poslije pada Knina i okolice 1522. godine, utvrda se našla pod vlašću Mlečana koji su uspjeli privremeno potisnuti Osmanlije. Opustila je u mletačko-turskim ratovima u 16. stoljeću. Dio stanovnika odselio je na poluotok Istru u mjesto Premantura.
Utvrda je bila porušena za vrijeme Kandijskog rata (1645. – 1669.), a Zvonigrad je u istom stanju i danas, jedna ruševna gradina kojoj se razaznaju kule, a leži na jednome istaknutom velebitskom brijegu ponad doline Gornje Zrmanje uz samu cestu Gračac - Knin, u blizini se nalazi naselje Hrvatska Palanka smješteno na rječici Zrmanji.
Pod oznakom RZG-0232-1969. zavedena je kao nepokretno kulturno dobro - pojedinačno, pravna statusa zaštićena kulturnog dobra, klasificirano kao "vojna i obrambena građevina".

## Karakteristike utvrde
Danas je utvrda Zvonigrad u ruševnom stanju. Nalazi se poviše lijeve obale rijeke Zrmanje, 15 km sjeverozapadno od Knina na vrhu stožasta brda koje se strmo uzdiže iznad rijeke i ceste Gračac – Knin. Ostaci utvrđenja prate konfiguraciju terena i šire se od vrha prema podnožju brda u obliku dugačka i uska te nepravilna višekutnika, dimenzija oko 85 m x 40 m. Među dijelovima utvrde razaznaje se njeno središte te dvas utvrđena predgrađa nepravilna tlocrta koji se naslanjaju na središte sa sjeverozapdne i jugoistočne strane. Središte utvrde s porušenim bedemima je u obliku dugačka i uska pravokutnika, dimenzija 23 m x 12 m.

## Vanjske poveznice
- Zvonigrad – Hrvatska enciklopedija
- Zvonigrad – frankopanskigradovi.ppmhp.hr
- Pogled iz Hrvatske Palanke na Zvonigrad  Arhivirana inačica izvorne stranice od 4. ožujka 2016. (Wayback Machine)